# Джон Тайлър
 Тази статия е за американския политик.  За музиканта вижте Джон Тайлър (музикант).  
Джон Тайлър (на английски: John Tyler) е десетият (1841 г.) вицепрезидент на САЩ и десетият (1841 – 1845) президент на САЩ. Той е вторият президент, роден след подписването на Декларацията за независимостта, и първият, който встъпва в длъжност поради смърт на своя предшественик.

## Биография
Джон Тайлър е син на Джон Тайлър (1747 – 1813) и Мари Армистад. Учи право при баща си, който става губернатор на Вирджиния (1808 – 1811), наследява го на губернаторския пост (1825 – 1827), след което е избран в Камарата на представителите. Макар да е избран като отдаден на правата на отделните щати демократ, с времето все повече се отчуждава от демократите на Джаксън и особено поради агресивното решаване на проблема с обезсилването.
Привлечен от новообразуваната партия на вигите, е избран за вицепрезидент през 1840 година заедно в кампанията на Уилям Хенри Харисън и встъпва в президентството след смъртта на Харисън – само месец след започването на мандата. Той е първият вицепрезидент, който става президент по тази процедура. Встъпва в длъжност след смъртта на Харисън на 4 април 1841 година и полага президентската клетва в офиса на 6 април. Конгресът и кабинетът се съгласяват, че Тайлър е президент, а не само изпълняващ длъжността на президент, и понеже Конституцията не дава изрични разпоредби за наследяването на мандата (до 25 поправка от 1967 година), Сенатът и Камарата на представителите приемат 2 отделни резолюции, с които признават Тайлър за президент.

## Бракове
Тайлър се жени 2 пъти. Първо за Летисия Кристчън на 29 март 1813 година и имат 8 деца:
- Мери Тайлър – 15 април 1815 – 17 юни 1847;
- Робърт Тайлър 9 септември 1816 – 3 декември 1877;
- Джон Тайлър 17 април 1819 – 26 януари 1896;
- Летисия Кристчън Тайлър 11 май 1821 – 28 декември 1907;
- Елизабет Тайлър 11 юли 1823 – 1 юни 1850;
- Ан Контес Тайлър 5 април 1825 – юли 1825;
- Алис Тайлър 23 март 1827 – 8 юни 1874;
- Тазуел Тайлър 6 декември 1830 – 8 януари 1874;

Летисия изпълнява длъжността на първа дама, но умира на 10 септември 1842 година. Тайлър прекарва 2 години като вдовец. Неговата снаха Елизабет Пресила Купър изпълнява задълженията на първа дама за този период. След това той се жени за Джулия Гарднър на 26 юни 1844 година и така става първият президент, който се жени по време на мандата си. Те имат 7 деца:
- Дейвид Гарднър Тайлър;
- Джон Александър Тайлър;
- Джулия Гарднър Тайлър;
- Лаклан Тайлър;
- Латун Гарднър Тайлър;
- Роберт Фицуотър Тайлър;
- Пърл Тайлър

Общо Джон Тайлър има 15 деца – повече от всеки друг президент преди и след него. Неговото най-малко дете умира 100 години, 1 седмица и 6 дни след смъртта на най-възрастната му дъщеря – Мари.

## Президентство
Неговият мандат рядко е приеман на сериозно от съвременниците му, често е бил наричан от своите опоненти „изпълняващ длъжността президент“ или „Ваша Случайност“. Много бързо Тайлър се оказва в сблъсък със своите предишни политически приятели. Считало се е, че Харисън ще следва стриктно политиките на вигите и едновременно с това ще следва съветите и изпълнява исканията на партийните лидери и особено Хенри Клей. Тайлър шокира вигите в Конгреса като налага вето на буквално цялата тяхна законодателна програма. Два пъти налага вето на поддържания от Хенри Клей закон за банките, предизвикан от Паниката от 1837 година, и поставя правителството в пълна безизходица. Тайлър е изключен официално от партията на вигите през 1841 година, няколко месеца след започването на мандата му, а целият кабинет, който наследява от Харисън, подава оставка през септември. Единственото изключение е държавният секретар Даниел Убестър, който остава, за да завърши работата по Договора Убестър–Ашбъртан – 1842 година, и така демонстрира своята независимост от Клей.
Няколко години Тайлър се бори с вигите, но накрая назначава Джон Калхун за държавен секретар, за да прокара „реформи“ в Демократическата партия. Това е времето, през което се създава разделението, че вигите са партия на Севера, а демократите на Юга.
През май 1842 година, когато Въстанието на Дор в Род Айлънд взема големи размери, той отказва да използва федералните войски за разгонване на неговите поддръжници, които искат промяна на щатската избирателна система. Мнението на Тайлър е, че „незаконното събиране на хора“ ще се разпръсне постепенно и изразява вярата си, че помирението има толкова сила и решителност.
Последващата кариера на Тайлър трябва да се разглежда през призмата на тези събития. В свое писмо той отказва да се намеси във вътрешните дела на Род Айлънд: „Има въпроси, които следва да се решават от общините, правото на съставянето на които принадлежи изключителна на хората от Род Айлънд“. Това е първият случай, когато подобен въпрос възниква в историята на САЩ.
Последната година от президентството на Тайлър се свързва преди всичко със странен инцидент, който води до смъртта на 2 членове на кабинета му. По време на церемониално плаване по река Потомак на 28 февруари 1844 година оръдието на кораба „Принстън“ гръмва и убива на място Томас Гилмър – секретар на флота, и Абел Ъпшър – държавен секретар. Тайлър среща втората си жена по време на тази церемония, като нейният баща също е убит при експлозията.
Последното решение на Тайлър е може би най-важното в неговата кариера – той подписва закона за анексирането на Тексас в Съюза, която територия преди това е била част от Мексико. Това води до значително разширяване на територията на робските щати и нарушава Компромиса от Мисури. Последица е започването на война с Мексико. Тайлър е наследен на поста от Джеймс К. Полк.

## Годините след мандата
Тайлър се оттегля в плантацията „Ореховата горичка“, която е закупил във Вирджиния, преименува я на „Шерууд Форест“, като препратка към това, че е отлъчен от партията на вигите, и се оттегля от активната политика, въпреки че съветите му продължават да бъдат търсени от демократите поддръжници на правата на щатите.

## Отдаден на конфедерализма
Тайлър отдавна е защитник на правата на щатите, като вярва, че въпросът за това дали един щат е „свободен“ или „робски“, трябва да се решава на местно ниво, без намесата на федералното правителство. През февруари 1861 година Тайлър отново влиза в публичния живот, за да спонсорира и председателства Вашингтонския мирен конвент – създаден, за да се търси компромис, водещ до избягването на гражданската война, а по същото време е започнало създаването на Конфедеративната конституция на Конвента Монгомъри. Когато Сенатът отхвърля неговия план, Тайлър веднага настоява за отделянето на Вирджиния от Съюза.
Като участник в допълнителния Конфедеративен конгрес от 1861 година е избран в Конфедеративната Камара на представителите, но умира от бронхит и жлъчна криза, преди да му започне мандатът. Така може да се твърди, че е единственият президент, който умира на чужда територия, доколкото според някои изследователи територията на Конфедерацията трябва да се счита за чужда. Тайлър е погребан в гробището „Холивуд“, Ричмънд, Вирджиния.